# Schumacheria
Schumacheria là một chi thực vật thuộc họ Dilleniaceae.

## Các loài
Chi này có các loài sau (tuy nhiên danh sách này có thể chưa đủ):
- Schumacheria alnifolia Hook.f. & Thoms., 1855
- Schumacheria angustifolia Hook.f. & Thomson, 1855
- Schumacheria castaneifolia Vahl, 1810

## Lưu ý
Schumacheria Spreng., 1830 với danh pháp loài chưa dung giải Schumacheria raphanoides Spreng.ex D.Dietr., 1840 có lẽ là đồng nghĩa của Tricliceras pilosum (Willd.) R.Fern., 1975 thuộc họ Passifloraceae.